# Tempio di Rambut Siwi
Il tempio di Rambut Siwi (Pura Luhur Dhangkahayangan Rambut Siwi) è un tempio induista situato sulla costa occidentale dell'isola indonesiana di Bali. È uno dei templi balinesi del mare (pura segara).

## Storia

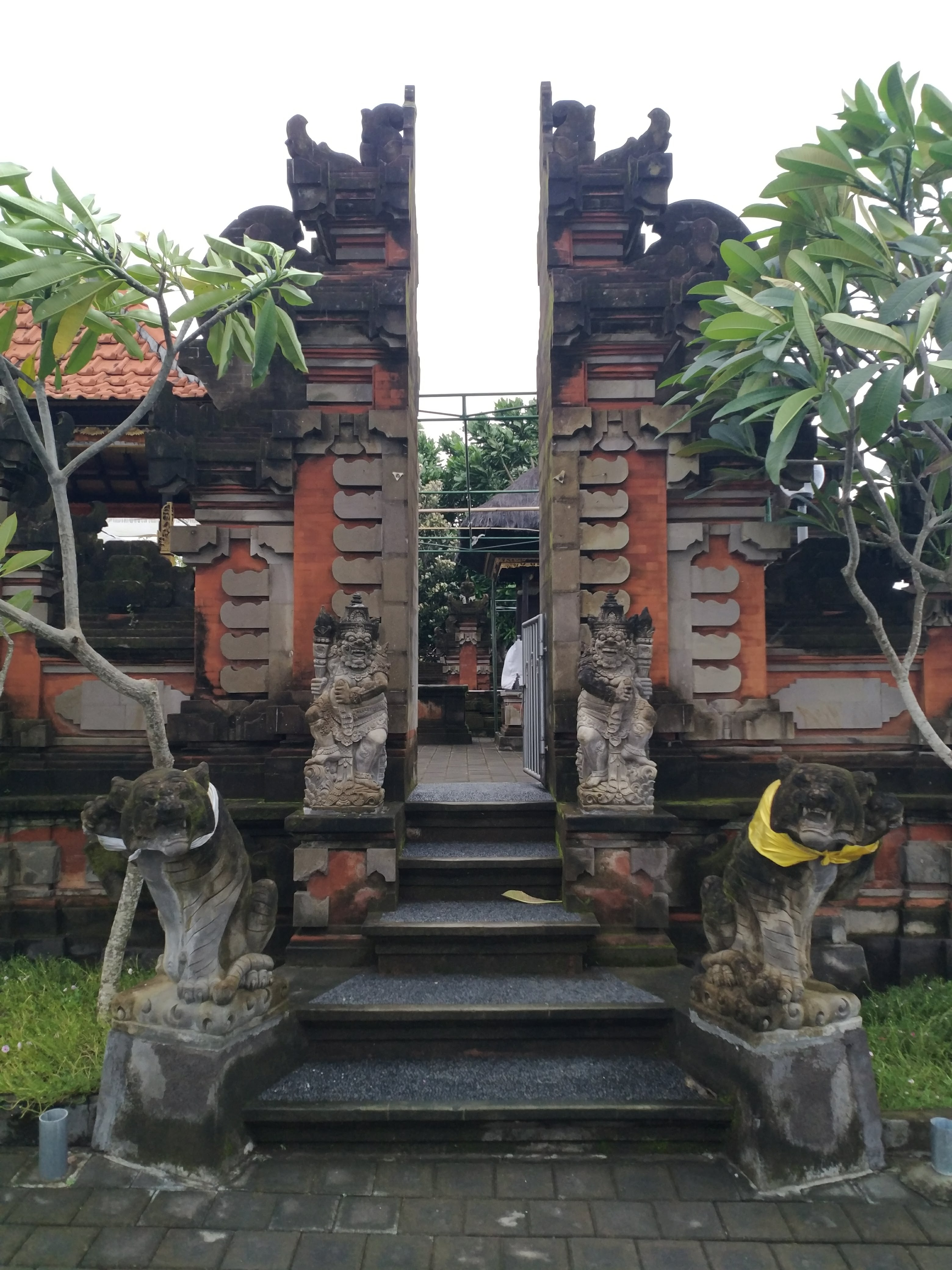
Una delle entrate al tempio

La leggenda narra che Rambut Siwi sia stato fondato nel XVI secolo dal saggio Dang Hyang Nirartha il quale era in viaggio verso la corte di re Dalem Baturenggong.
Durante il viaggio si fermò presso un villaggio colpito da numerose ondate di peste. Nirartha debellò la pestilenza e curò gli abitanti i quali, grati, gli chiesero di rimanere. Nirartha declinò la richiesta, ma donò loro una ciocca dei propri capelli come amuleto. Gli abitanti edificarono quindi il tempio Rambut Siwi per custodire la preziosa ciocca.
Il saggio finì i propri giorni presso il Tempio di Uluwatu, dove raggiunse mokṣa.

## Il tempio

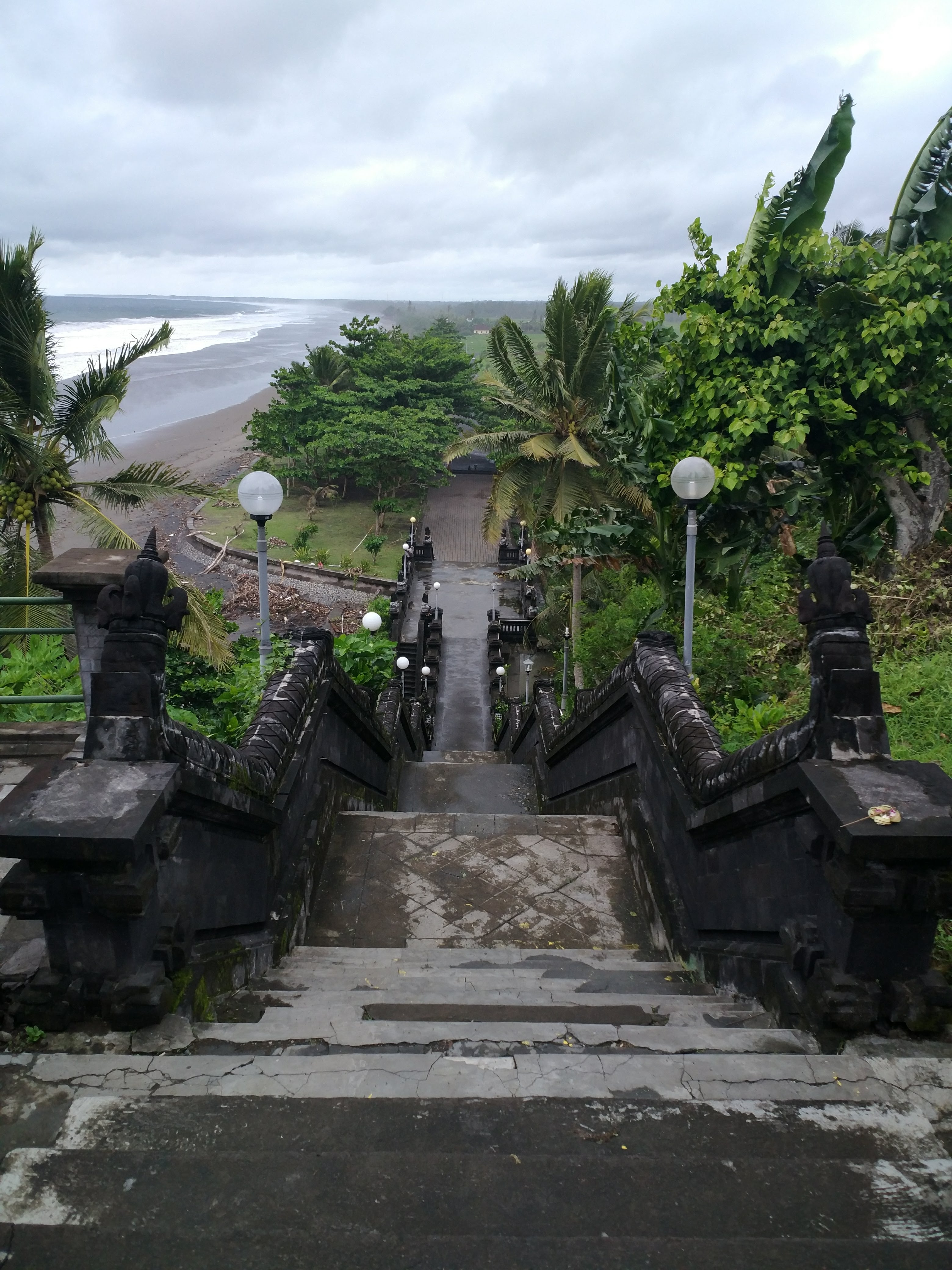
La scalina che conduce alla spiaggia, vista dal tempio

Il tempio è situato nei pressi della strada principale che collega Denpasar a Gilimanuk, immerso nei campi di riso. È collocato in cima ad una collina che si affaccia sull'oceano e offre una vista spettacolare. Un'ampia scalinata conduce dal tempio fino alla spiaggia sottostante.

## Turismo
Il tempio rappresenta una meta turistica meno importante dei più visitati Tanah Lot e Uluwatu e gode perciò di un'atmosfera tranquilla. Per entrare nel tempio è necessario pagare un biglietto e l'accesso al sancta sanctorum è vietato ai turisti.